# Лесток Роберт Ерскін
Лесток Роберт Ерскін (англ. Lestocq Robert Erskine; 6 вересня 1857 — 29 травня 1916) — колишній британський тенісист.
Перемагав на турнірах Великого шолома в парному розряді.

## Кар'єра

### Парний розряд
| Рік  | Турнір                                           | Партнер         | Суперник                       | Рахунок                           |
| 1879 | Чемпіон всієї Англії в парному розряді (Оксфорд) | Герберт Лоуфорд | Джордж Ернест Тейбор Ф. Дюрант | 4–6, 6–4, 6–5, 6–2, 3–6, 5–6, 7–5 |